# Humboldt-Medaille
Die Humboldt-Medaille war eine staatliche Auszeichnung  der Deutschen Demokratischen Republik (DDR), welche in Form einer tragbaren Medaille verliehen wurde.

## Geschichte
Gestiftet wurde die Medaille am 13. Februar 1975 in drei Stufen. Ihre Verleihung erfolgte für vorbildliche Erfüllung der gestellten Planaufgaben an Hoch- und Fachschulen. Ferner auch für langjährige treue Dienste. Die Medaille selbst konnte an Einzelpersonen, aber auch an Kollektive jährlich verliehen werden, wobei jede Stufe nur einmal verliehen wurde. Expliziert verteilten sich die Verleihungen jährlich wie folgt:
- an Kollektive
  - in Gold: 3-mal
  - in Silber: 7-mal
  - in Bronze: 12-mal

- an Einzelpersonen
  - in Gold: 10-mal
  - in Silber: 20-mal
  - in Bronze: 30-mal

## Aussehen und Tragweise
Die vergoldete, versilberte oder bronzene Medaille mit einem Durchmesser von 30 mm zeigte auf ihrem Avers die beiden Köpfe von Alexander von Humboldt und Wilhelm von Humboldt, die vom Betrachter aus gesehen nach rechts blicken. Diese werden dabei von der Umschrift: ALEXANDER UND WILHELM VON HUMBOLDT umschlossen. Das Revers der Medaille zeigt dagegen mittig das Staatswappen der DDR und zwei Umschriften, von denen die Äußere am Medaillenrand: FÜR HERVORRAGENDE LEISTUNGEN und in der inneren Umschrift: IM SOZIALISTISCHEN HOCH- UND FACHSCHULWESEN zu lesen ist. Getragen wurde die Medaille an der linken oberen Brustseite an einer 25 mm × 13 mm großen roten Spange, in welcher mittig die Miniatur eines vergoldeten aufgeschlagenen Buches zu sehen war.

## Bekannte Träger (Auswahl)
Max Oesau: 1981 (Bronze)

Rigobert Günther: 1988 (Gold)